# Historia Wysp Salomona

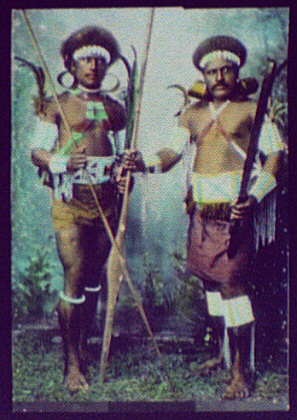
2 wojownicy w strojach wojennych (1895)

Historia Wysp Salomona rozpoczyna się z pierwszym osadnictwem papuaskim co najmniej 30 tys. lat temu z Nowej Gwinei.

## Europejskie odkrycie
Statki hiszpańskiego odkrywcy Álvaro de Mendaña de Neyra po raz pierwszy dostrzegły wyspę Santa Isabel 6 lutego 1568 roku. Szukając znaków napływowego złota na Guadalcanal, Mendaña wierzył, że znalazł źródło bogactwa króla Salomona i konsekwentnie nazywał te wyspy Wyspami Salomona. W latach 1595 i 1605 Hiszpania wysłała kilka ekspedycji, aby znaleźć wyspy i założyć kolonie, jednak bez powodzenia. Jedną z nich prowadził ich odkrywca, a po jego śmierci żona – Isabel Barreto.
W 1767 roku kapitan Philip Carteret odkrył ponownie wyspy Santa Cruz i Malaitę. Później holenderscy, francuscy i brytyjscy nawigatorzy odwiedzili wyspy; ich przyjęcie było często wrogie.

## Niepodległość
Nawet do 1970 roku brytyjski protektorat  nie przewidywał niepodległości dla Wysp Salomona w dającej się przewidzieć przyszłości, lecz krótko  po tym finansowe koszty utrzymywania protektoratu stały się bardziej dokuczliwe, ponieważ w światową ekonomię uderzył pierwszy wstrząs naftowy roku 1973. Myśl o rychłej niepodległości Papui-Nowej Gwinei (w 1975 roku) też wpłynęła na protektorat i jego administracje, jednak, poza bardzo małą elitą intelektualną w Honiarze, mało było miejscowych ruchów niepodległościowych na Wyspach Salomona. Niemniej jednak niepodległy rząd utworzono w styczniu 1976 roku, a po lipcu 1976 roku, sir Peter Kenilorea został szefem tego rządu, który doprowadził kraj do niepodległości 7 lipca 1978 roku a Kenilorea automatycznie stał się pierwszym premierem kraju.